# فرودگاه تک‌بانده اولینگر
فرودگاه تک‌بانده اولینگر (به انگلیسی: Olinger Strip) یک فرودگاه خصوصی است که یک باند فرود چمن و شن دارد و طول باند آن ۶۰۹ متر است. این فرودگاه در شهر هیلسبرو، اورگن کشور ایالات متحده آمریکا قرار دارد و در ارتفاع ۵۶ متری از سطح دریا واقع شده است.